# Chris Carrawell
Chris Carrawell (St. Louis, Misuri, 25 de noviembre de 1977) es un exjugador de baloncesto estadounidense que jugó siete temporadas como profesional en ligas europeas y en ligas menores de su país. Con 1,98 metros de estatura, lo hacía en la posición de alero. Actualmente ejerce como entrenador asistente en la Universidad de Duke.

## Trayectoria deportiva

### Universidad
Jugó cuatro temporadas con los Blue Devils de la Universidad de Duke, en las que promedió 10,7 puntos, 4,5 rebotes y 2,3 asistencias por partido. En su primera temporada fue incluido en el mejor quinteto de rookies de la Atlantic Coast Conference, mientras que en las dos siguientes apareció en el segundo y tercer mejor quinteto absoluto, respectivamente, y ya en su temporada sénior fue incluido en el mejor quinteto de la conferencia, siendo además elegido Jugador del Año de la ACC. Completó la temporada siendo elegido miembro del primer equipo consensuado All-American.

#### Estadísticas
| Año     | Equipo | PJ  | PT | MPP  | %TC  | %3P  | %TL  | RPP | APP | ROB | TPP | PPP  |
| ------- | ------ | --- | -- | ---- | ---- | ---- | ---- | --- | --- | --- | --- | ---- |
| 1996–97 | Duke   | 31  | 12 | 16.2 | .576 | .000 | .574 | 3.1 | 1.1 | .7  | .7  | 5.5  |
| 1997–98 | Duke   | 32  | 10 | 22.2 | .482 | .368 | .641 | 3.7 | 1.1 | .6  | .7  | 10.1 |
| 1998–99 | Duke   | 39  | 39 | 28.6 | .454 | .345 | .577 | 4.8 | 3.3 | .8  | .9  | 9.9  |
| 1999–00 | Duke   | 34  | 34 | 35.6 | .486 | .377 | .778 | 6.1 | 3.2 | 1.0 | 1.1 | 16.9 |
| Total   | Total  | 136 | 95 | 26.0 | .486 | .360 | .667 | 4.5 | 2.3 | .8  | .8  | 10.7 |

### Profesional
Fue elegido en la cuadragésimo primera posición del Draft de la NBA de 2000 por San Antonio Spurs, con quienes firmó un contrato de una temporada con opción a una segunda en el mes de julio, siendo cortado poco antes del inicio de la temporada. Firmó su primer contrato profesional con el Pallacanestro Messina italiano, donde jugó 19 partidos, en los que promedió 15,9 puntos y 5,0 rebotes por partido.
Regresó a su país la temporada siguiente para fichar por el Asheville Altitude de la NBA D-League, donde jugó la temporada completa, promediando 7,3 puntos y 3,6 rebotes por encuentro. Ese verano jugó en Puerto Rico, para posteriormente fichar por el Žalgiris Kaunas lituano, equipo con el que disputó seis partidos de la Euroliga 2002-03, en los que promedió 5,5 puntos y 2,0 rebotes, siendo reemplazado en enero de 2003 por Tanoka Beard.
En 2003 fichó por los Sydney Kings de la NBL Australia, donde completó una temporada en la que promedió 13,2 puntos y 7,2 rebotes por partido. Regresó a su país para jugar dos temporadas con los Rochester Razorsharks de la ABA, jugando entre ambas durante el verano con los Gaiteros del Zulia de la Liga Profesional de Venezuela. En su primer año ganó la liga y fue elegido mejor jugador tanto del campeonato como de las finales. Acabó su carrera jugando en el Matrixx Magixx de la FEB Eredivisie holandesa.

### Entrenador
Nada más acabar su carrera como jugador, volvió a la Universidad de Duke donde ejerció diversas funciones técnicas en el equipo masculino durante tres años, y posteriormente un año como asistente en el equipo femenino. En septiembre de 2011 fue contratado como asistente en los Springfield Armor de la NBA D-League a las órdenes de Bob MacKinnon Jr., donde permaneció tres temporadas.
En abril de 2014, su excompañero en Duke, Steve Wojciechowski, le llama para ser su asistente en la Universidad Marquette, puesto que ocupa en la actualidad.